# Прикаспий
Прикаспий (Каспийский регион) — историко-географический регион, прилегающий к Каспийскому морю.

## География

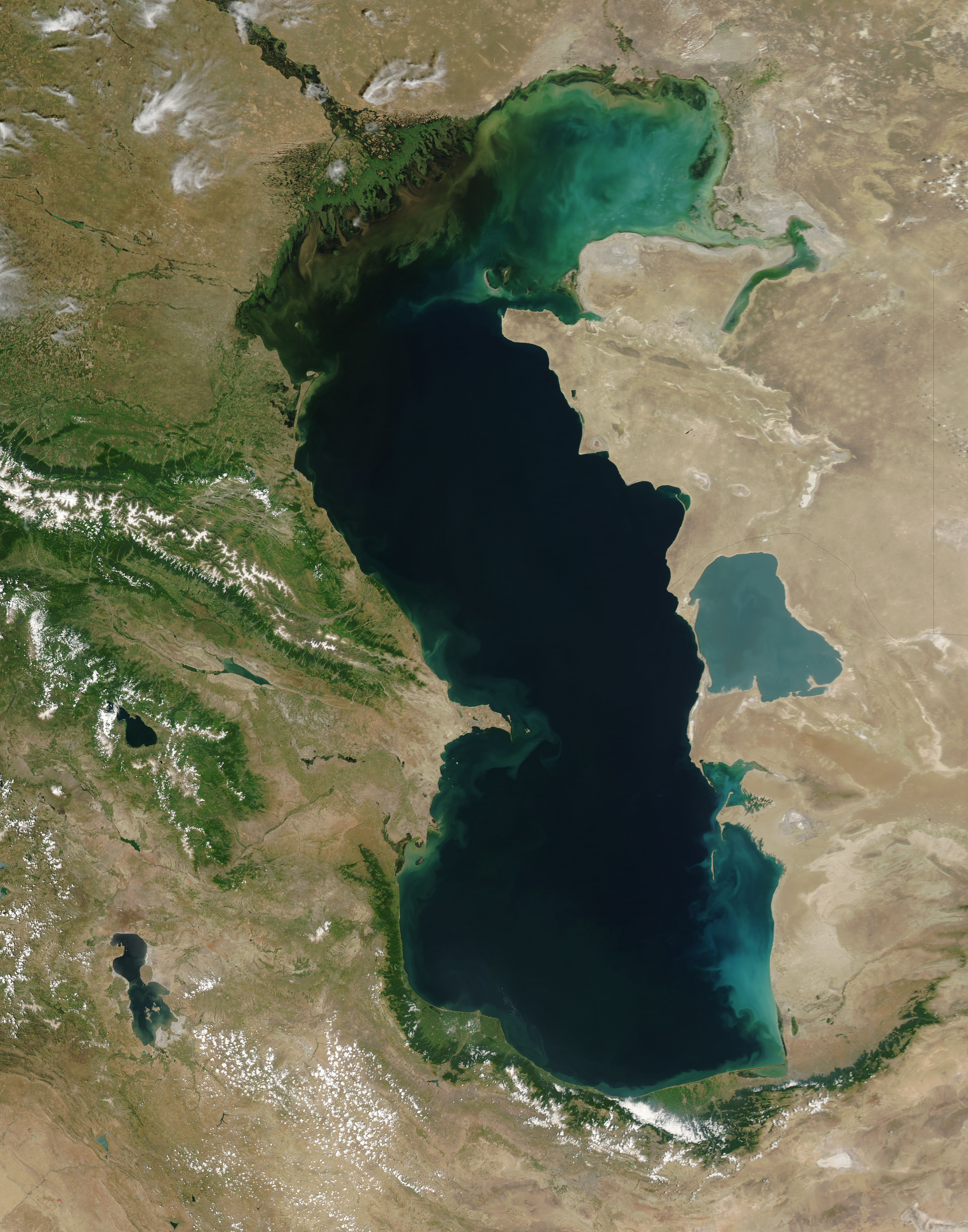
Бассейн Каспийского моря
Фото из космоса, 2005

Протяжённость береговой линии Каспийского моря оценивается примерно в 6,5—6,7 тыс. км, с островами — до 7 тыс. км. Берега преимущественно низменные, пологие и гладкие. В северной части береговая линия изрезана водными протоками и островами дельты Волги и Урала, берега низкие и заболоченные, а водная поверхность во многих местах покрыта зарослями. На восточном побережье преобладают известняковые берега, примыкающие к полупустыням и пустыням. Наиболее извилистые берега — на западном побережье в районе Апшеронского полуострова и на восточном побережье в районе Казахского залива и Кара-Богаз-Гола.

### Регионы Прикаспия
Прикаспий географически разделяется четыре региона:
- Восточный Прикаспий (его также называют Закаспий) включает Мангистаускую область Казахстана и Балканский велаят Туркменистана.
- Южный Прикаспий включает три остана (провинции) Ирана: Гилян, Мазендеран и Голестан.
- Северный Прикаспий[2] включает два региона России (Астраханскую область и Калмыкию) и Атыраускую область Казахстана.
- Западный Прикаспий включает один регион России (Дагестан) и Азербайджан.

## История
Впервые название Прикаспий начали использовать русские географы в XVIII веке.
12 августа всеми прикаспийскими государствами отмечается ежегодный праздник «День Каспийского моря», или «День Каспия», целью которого является привлечение внимания к проблемам самого большого озера мира.